# David Lynch Foundation
Die David Lynch Foundation for Consciousness Based Education and World Peace (DLF) ist eine im Juli 2005 von dem US-amerikanischen Regisseur und Künstler David Lynch gegründete Stiftung mit Sitz in Fairfield (Iowa). Diese befasst sich mit der Einrichtung von Meditationsprogrammen in Schulen, vergibt Stipendien zum Erlernen der Transzendentalen Meditation und fördert ein auf Bewusstseinsbildung gegründetes Bildungs- und Erziehungswesen.

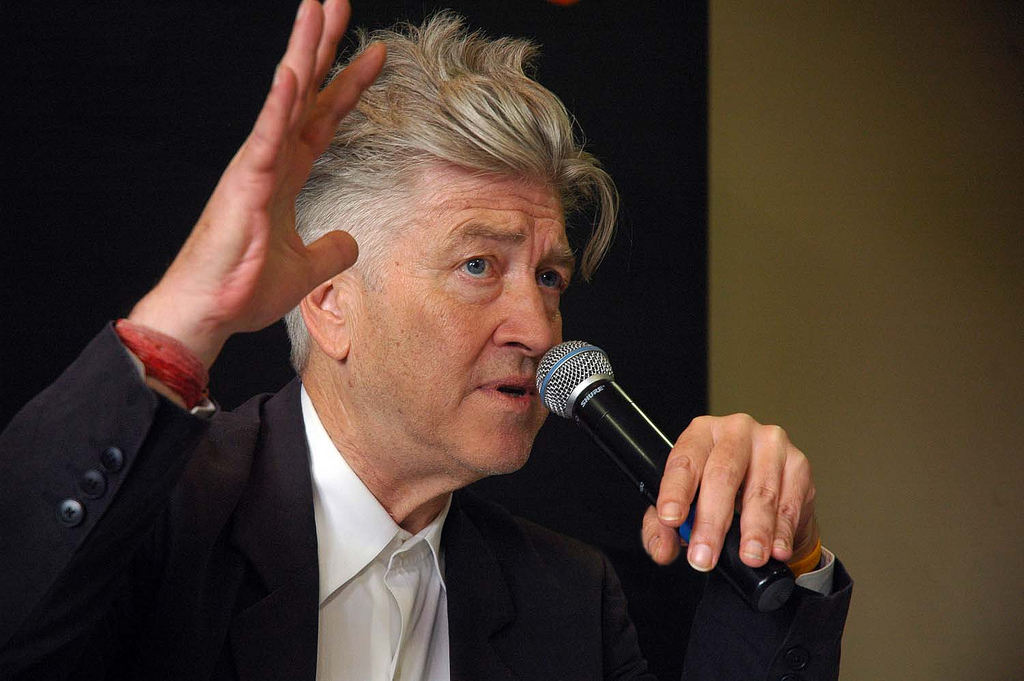
David Lynch 2007

## Beschreibung
Lynch wollte mit der Stiftung Schülern und Studenten das Erlernen der Transzendentalen Meditation und des Yogischen Fliegens ermöglichen. Er war hierzu auch selbst in Deutschland unterwegs, wo er z. B. 200 Berliner Jugendliche eingeladen hatte, auf diese Weise Berlin „unbesiegbar“ zu machen. Laut Lynch sei es wissenschaftlich erwiesen, dass „durch eine solche Kohärenz erzeugende Gruppe von 200 Yogischen Fliegern die negativen Tendenzen in einer Stadt abnehmen und die positiven Tendenzen ansteigen“. Des Weiteren unterstützt und finanziert die DLF wissenschaftliche und medizinische Studien zu den Wirkungen von Transzendentaler Meditation.
Einige Projekte der Stiftung sind:
- in Schulen den Stress der Schüler abzubauen
- Soldaten und Veteranen zu helfen, ihre Traumata zu überwinden
- Menschen ohne Unterkunft in den USA zu unterstützen
- Konflikte in Indianerreservaten zu mindern
- Kindern aus gewalttätigen Milieus zu helfen

Am 25. März 2009 ging David Lynch Foundation Television mit einer Beta-Version online, ein Internet-gestützter Fernsehkanal, der „Bewusstsein, Kreativität und Glück“ feiern soll. Neben Video-Beiträgen der David Lynch Foundation will der Sender Dokumentationen und Exklusivbeiträge von Lynch online stellen. Offizieller Start war der 4. April 2009.
2007 ging Lynch auf Welttournee und warb, zum Teil zusammen mit dem schottischen Folksänger Donovan, für den Bau von „Unbesiegbarkeits-Universitäten“. Diese von Maharishi angeregten Einrichtungen sollen neben herkömmlichen Studiengängen das Studium des Bewusstseins mit Hilfe Transzendentaler Meditation als Basis-Disziplin anbieten. In Berlin soll die Einrichtung den Namen „Universität für ein unbesiegbares Deutschland“ erhalten. Als Gelände wurde der Teufelsberg ausgesucht, ein Trümmerberg aus dem Zweiten Weltkrieg, der bis zur Wiedervereinigung für eine Abhörstation genutzt wurde. Eine Baugenehmigung liegt nicht vor.